# 天主教伊利教區
天主教伊利教區（拉丁語：Dioecesis Eriensis）是美國一個羅馬天主教教區，屬費城總教區。成立於1853年7月29日。
範圍包括賓夕法尼亞州西北部十三縣，教座位於伊利。2010年有教友221,508人（佔轄區總人口26.0%）、120個堂區、188名司鐸。現任教區主教老楞佐·T·帕西科。